# Pico Maior de Friburgo
Le Pico Maior de Friburgo (« grand pic de Friburgo » en français) est une montagne brésilienne, située dans la serra do Mar, sur le territoire de la municipalité de Nova Friburgo, dans l'État de Rio de Janeiro.
Avec 2 366 m d'altitude, il constitue le point culminant de la chaîne de la serra do Mar. Il s'agit de l'un des « trois pics de Salinas », atteignant tous plus de 2 000 m, qui donnent leur nom au « parc naturel des trois pics ». Le Pico Maior de Friburgo est très recherché pour la pratique de l'alpinisme.